# Episodi di Supergirl (sesta stagione)
La sesta e ultima stagione della serie televisiva Supergirl, composta da 20 episodi, viene trasmessa in prima visione assoluta negli Stati Uniti d'America da The CW dal 30 marzo al 9 novembre 2021, con un doppio appuntamento finale.
La sesta stagione era originariamente prevista a metà 2021 dopo il termine della serie spin-off Superman & Lois. Quest'ultima serie tuttavia è stata interrotta a causa di un ritardo di produzione dovuto al COVID-19, anticipando al 30 marzo 2021 la première della stagione finale di Supergirl, sostituendola nel palinsesto. 
La stagione, in pausa dall'11 maggio 2021, ha ripreso la sua messa in onda dopo il termine della prima stagione di Superman & Lois, ovvero dal 24 agosto 2021.
In Italia la stagione è andata in onda dal 9 settembre 2021 al 6 gennaio 2022 su Premium Action. I primi due episodi sono stati caricati in anteprima su Infinity+ e Sky On Demand rispettivamente il 2 e il 9 settembre 2021; dal 23 settembre 2021 la stagione è stata trasmessa integralmente su Premium Action. Dal 10 settembre 2021, dopo la messa in onda su Premium Action, gli episodi sono stati caricati settimanalmente sulle piattaforme streaming. In chiaro la stagione è stata trasmessa da 20 Mediaset nell'autunno 2023 in daytime.
| n° | Titolo originale                 | Titolo italiano                           | Prima TV USA      | Prima TV Italia   |
| -- | -------------------------------- | ----------------------------------------- | ----------------- | ----------------- |
| 1  | Rebirth                          | Rinascita                                 | 30 marzo 2021     | 9 settembre 2021  |
| 2  | A Few Good Women                 | Alcune brave donne                        | 6 aprile 2021     | 16 settembre 2021 |
| 3  | Phantom Menaces                  | Minacce fantasma                          | 13 aprile 2021    | 23 settembre 2021 |
| 4  | Lost Souls                       | Anime perse                               | 20 aprile 2021    | 30 settembre 2021 |
| 5  | Prom Night!                      | Il ballo studentesco di fine anno         | 27 aprile 2021    | 7 ottobre 2021    |
| 6  | Prom Again!                      | Ancora il ballo studentesco di fine anno! | 4 maggio 2021     | 14 ottobre 2021   |
| 7  | Fear Knot                        | Il nodo della paura                       | 11 maggio 2021    | 21 ottobre 2021   |
| 8  | Welcome Back, Kara!              | Bentornata Kara!                          | 24 agosto 2021    | 28 ottobre 2021   |
| 9  | Dream Weaver                     | Tessitrice di sogni                       | 31 agosto 2021    | 4 novembre 2021   |
| 10 | Still I Rise                     | Ancora mi alzo                            | 7 settembre 2021  | 11 novembre 2021  |
| 11 | Mxy in the Middle                | MXY in mezzo                              | 14 settembre 2021 | 18 novembre 2021  |
| 12 | Blind Spots                      | Punti ciechi                              | 21 settembre 2021 | 25 novembre 2021  |
| 13 | The Gauntlet                     | La sfida                                  | 28 settembre 2021 | 2 dicembre 2021   |
| 14 | Magical Thinking                 | Pensiero magico                           | 5 ottobre 2021    | 9 dicembre 2021   |
| 15 | Hope for Tomorrow                | Speranza per il domani                    | 12 ottobre 2021   | 16 dicembre 2021  |
| 16 | Nightmare in National City       | Incubo a National City                    | 19 ottobre 2021   | 23 dicembre 2021  |
| 17 | I Believe in a Thing Called Love | Credo in una cosa chiamata amore          | 26 ottobre 2021   | 30 dicembre 2021  |
| 18 | Truth or Consequences            | Il gioco della verità                     | 2 novembre 2021   | 30 dicembre 2021  |
| 19 | The Last Gauntlet                | L'ultima sfida                            | 9 novembre 2021   | 6 gennaio 2022    |
| 20 | Kara                             | Kara                                      | 9 novembre 2021   | 6 gennaio 2022    |

## Rinascita
- Titolo originale: Rebirth
- Diretto da: Jesse Warn
- Scritto da: Robert Rovner e Jessica Queller (soggetto); Jay Faerber e Jess Kardos (sceneggiatura)

### Trama
Lex ottiene i poteri combinati dei membri di Leviathan e progetta di fare ciò che l'Anti-Monitor non poteva fare, distruggere tutta la vita sulla Terra e sottoporre i suoi seguaci al lavaggio del cervello. Con l'aiuto del suo team, Supergirl distrugge Gamemnae caricando l'equazione anti-vita nella console più vicina. Poi, insieme al suo gruppo, combatte Lex. Lex viene depotenziato da un frammento di Jarhanpurium e arrestato, ma riesce a intrappolare Supergirl nella Zona Fantasma. Mentre Lillian sta visitando Lex alla prigione di National City, Lena si presenta e usa Myriad per cancellare la loro memoria riguardo alla vera identità di Supergirl. Poiché J'onn afferma che Malefic non sa dove sia Supergirl nella Zona Fantasma, ma conosce solo la posizione di Midnight, M'gann inizia a cercare qualcuno che possa aiutarli.
- Ascolti USA: telespettatori 730 000[8]

## Alcune brave donne
- Titolo originale: A Few Good Women
- Diretto da: Jesse Warn
- Scritto da: Derek Simon ed Elle Lipson

### Trama
Nella Zona Fantasma, Supergirl incontra suo padre Zor-El che è sopravvissuto alla distruzione di Krypton arrivando nella Zona Fantasma per salvarsi. Intanto, sulla Terra, J'onn e Alex incontrano Silas, un mezzo vampiro che una volta ha fatto irruzione nella Zona Fantasma, e accettano di lavorare con lui per salvare Supergirl. A causa della Crisi, la Zona Fantasma ha cambiato forma e struttura, non permettendo di localizzare Kara; intanto diversi fantasmi evadono dalla Zona e arrivano sulla Terra, dove vengono combattuti e catturati da J'onn, Alex, M'gann, Brainy e Nia. Il processo di Lex si conclude con la sua assoluzione dopo che ha screditato Eve e Lena, che si erano presentate come testimoni davanti alla Corte. Silas successivamente contatta J'onn affermando che uno dei fantasmi è sfuggito alla cattura.
- Ascolti USA: telespettatori 690 000[9]

## Minacce fantasma
- Titolo originale: Phantom Menaces
- Diretto da: Sudz Sutherland
- Scritto da: Dana Horgan e Emilio Ortega Aldrich

### Trama
Un fuggitivo fantasma attacca Silas e tenta di ucciderlo, mentre M'gann viene ferita mentre lo combatte. Nella Zona Fantasma, Zor-El viene rapito da alcuni criminali kryptoniani guidati da Scar e viene inviato per essere sacrificato ai fantasmi. Kara è ferita, anche se viene salvata da un essere di nome Nyxlygsptlnz, una principessa che conosce Mxyzptlk, inviata nella Zona da suo padre. Brainy spiega che i Fantasmi una volta erano conosciuti come i Maletariani Zulian. Nel frattempo, Lena bandisce Lex dai sistemi della LuthorCorp e dona tutti i suoi fondi a un ospedale pediatrico. Per rappresaglia, Lex ordina a Otis di distruggerlo e dà la colpa a un progetto che Lena ha supervisionato. Kelly aiuta Alex ad affrontare la scomparsa di sua sorella, e Lena parla a Brainy di un piano per uccidere Lex e, in un secondo momento, annuncia a Lex di voler lasciare la Luthor Corp. Kara scopre che le ferite non guariscono normalmente nella Zona Fantasma, ma Nyxly la guarisce quando Kara la aiuta a recuperare la sua magia. Salvano Zor-El e i tre si concentrano sulla creazione di un piano di fuga usando la magia di Nyxly, sfruttando il vantaggio che Alura ha costruito la Zona Fantasma: uno specchio-portale.
- Ascolti USA: telespettatori 590 000[10]

## Anime perse
- Titolo originale: Lost Souls
- Diretto da: Alysse Leite-Rogers
- Scritto da: Karen E. Maser e Nicki Holcomb

### Trama
Lena crea un'arma contro i Fantasmi e un modo per rintracciare Kara nella Zona Fantasma usando il suo DNA da una pietra che Alex le ha dato. Tuttavia, Alex in seguito la costringe a ricalibrare il dispositivo per trovare la tana dei Fantasmi e non Kara, poiché è l'unico modo per salvare le anime rubate, e poiché Supergirl darebbe la priorità a innumerevoli altri sulla sua vita. Nia ha visioni di Kara, Alex e Midvale High, e aiuta Brainy a elaborare le sue emozioni. Nella Zona Fantasma, Kara, Nyxly e Zor-El cercano lo specchio che possa trasportarli a casa, ma Zor-El viene attaccato. Nyxly tenta di convincere Kara a lasciarsi alle spalle Zor-El, sostenendo che ha ostacolato i suoi progressi come suo padre. Kara rifiuta e Nyxly rivela di essere stata la mandante dell'attacco verso Kara, che vuole vendicarsi di suo padre e spargere il male sulla Terra. Nella lotta Kara inizia una sequenza di autodistruzione e spacca lo specchio per bloccare la fuga di Nyxly. Sentinel, Brainy, Nia e J'onn rilasciano le anime raccolte, riportando Silas e i Fantasmi trasformati nel loro sé originale. Per ottenere più del DNA di Kara, la squadra deve tornare indietro nel tempo a quando Kara era al liceo.
- Ascolti USA: telespettatori 590 000[11]

## Il ballo studentesco di fine anno
- Titolo originale: Prom Night!
- Diretto da: Alexandra La Roche
- Scritto da: Rob Wright e Jess Kardos

### Trama
Nel 2009 a Midvale, Alex è via dal college e Kara cerca di fare del suo bene con l'aiuto di Kenny (resuscitato a causa del cambiamento nella timeline causato dalla Crisi). Cat Grant rintraccia le prove degli eventi anormali (dovuti ai poteri di Kara) accaduti a Midvale per un articolo sul Daily Planet. Brainy e Dreamer atterrano il giorno prima del ballo di fine anno e Kara, Alex e Kenny li trovano immediatamente e si offrono di aiutarli, credendoli alieni bloccati nel loro pianeta. Allo stesso tempo, un criminale alieno, Naxim Tork, tenta di catturare alieni superpotenti per il suo serraglio, sapendo che i disastri accaduti nella città attireranno i kryptoniani. Kara e Dreamer usano i loro poteri per prevenire il disastro, di cui Cat Grant è parzialmente testimone; infatti, più tardi ingaggerà un bambino con un piccolo drone per indagare ulteriormente sull'accaduto. Kara decide di rompere con Kenny ma poi scopre che lui le ha costruito una "Fortezza della Solitudine". Intanto, Brainy identifica Tork, ma scopre che sarà lui a impedire che Brainy venga catturato in futuro dal DEO. Quando Brainy e Dreamer rintracciano Tork, emergendo dalla nave, li cattura in un campo di forza.
- Ascolti USA: telespettatori 500 000[12]

## Ancora il ballo studentesco di fine anno!
- Titolo originale: Prom Again!
- Diretto da: Chyler Leigh
- Scritto da: Rob Wright e Jess Kardos

### Trama
Kara elimina il campo di forza e insieme sconfiggono i bracconieri. Brainy li rinchiude nella loro nave e si prepara a portarli in Uruguay, così da ripristinare la linea temporale originale. Ma Cat lo osserva con il suo drone, trova la nave e libera accidentalmente i bracconieri. La loro interferenza fa sì che Kara venga gravemente avvelenata mentre cerca di fermare una meteora, ma viene colpita dalla Kryptonite. Kenny e Cat vengono catturati e i bracconieri chiedono Kara come riscatto. Intanto Brainy, Dreamer e Kara salvano Kenny e Cat. I bracconieri fuggono, la nave diventa visibile e Kara viene identificata come kryptoniana. Dreamer propone un piano disperato: tornare indietro nel tempo al primo combattimento con i bracconieri. Dreamer distrugge il drone, interpreta il suo sogno e convince Cat a lasciare il "Daily Planet" e iniziare il suo impero mediatico. Kara e Brainy sconfiggono nuovamente i bracconieri, rimandandoli di nuovo in Uruguay. Quando arriva la meteora, Kara è ferita solo leggermente e Brainy riesce così a recuperare il campione di sangue. Kara dice a Kenny che lascerà la città per il college e invita Kenny a venire con lei, ma lui sceglie di trovare il proprio destino.
- Ascolti USA: telespettatori 620 000[13]

## Il nodo della paura
- Titolo originale: Fear Knot
- Diretto da: David Harewood
- Scritto da: J. Holtham e Elle Lipson

### Trama
Kara e Zor-El vengono attaccati dai fantasmi mentre scappano e Kara ha una visione della morte dei suoi amici. Brainy e Nia tornano con il DNA di Kara e tutti si dirigono verso la Zona Fantasma mentre M'gann resta a difendere National City. Kelly insegna a tutti come superare le visioni delle proprie paure, portando J'onn e Alex a discutere su chi è più adatto a recuperare Kara. Un fantasma fa breccia nell'astronave, provocando in tutti le visioni delle loro paure. Alex vede se stessa infettata da un fantasma e, in seguito, disposta a sacrificarsi per allontanare i fantasmi dall'astronave e salvare Kara. Lena vede un Kelpie, una creatura mitica che provoca l'annegamento dei passeggeri a causa di un'inondazione. Kelly vede i suoi amici infettati dai fantasmi, mentre dubita delle sue forze. Nia vede Brainy essere risucchiato fuori dalla nave, dopo aver fallito nell'interpretare i suoi sogni. J'onn e Brainy non sono influenzati dalla loro natura aliena e sono in grado di respingere il fantasma, ponendo fine alle visioni della paura. Zor-El ricorda a Kara la sua forza; Lena individua Kara, posiziona la bomba di luce solare che ripristina i poteri della supereroina, così che sia Kara che Zor-El volano sull'astronave, mentre la bomba solare disintegra i fantasmi. Ma Nyxly, dopo essere sopravvissuta all'esplosione, si nasconde in cima all'astronave, pronta a seguirli sulla Terra.
- Ascolti USA: telespettatori 470 000[14]

## Bentornata Kara!
- Titolo originale: Welcome Back, Kara!
- Diretto da: Armen V. Kevorkian
- Scritto da: Dana Horgan e Jay Faerber

### Trama
La squadra celebra il ritorno di Kara, ma Kara subisce ripetuti flashback dalla sua esperienza traumatica. Zor-El si unisce a Kara e Nia alla CatCo, fingendosi lo zio di Kara, Archie. Kara fa visita a William, che ora sta vedendo qualcun'altra. Mentre le valutazioni della CatCo precipitano, Andrea sovraccarica Kara e William nel tentativo di infangare per sempre Lex e recuperare il posto prestigioso della CatCo, ma in seguito si rende conto che non c'è niente che lei possa fare a causa del fatto che Lex ha organizzato legalmente lo smaltimento dei rifiuti. Zor-El si unisce a Supergirl per spegnere un incendio provocato da un satellite caduto in una grande raccolta di rifiuti nell'oceano. La spazzatura spinge Zor-El a combattere le crisi ambientali della Terra per il senso di colpa per aver fallito con Krypton, quindi usa un Kelex che si chiama Oscar, come una creatura che abita nel bidone della spazzatura di Zor-El. È programmato per convertire la spazzatura in energia, ma non funziona correttamente e diventa un gigantesco robot della spazzatura. Brainy e Zor-El creano un virus per distruggerlo. Dopo che il Kelex è tornato alla Fortezza della Solitudine, Zor-El parte per riunirsi con Alura su Argo City, Kara parla ad Alex del suo tempo nella Zona Fantasma e Lena chiama Nia dicendo che ha interpretato la sua visione delle sue paure del Kelpie e parte per visitare la sua città natale. Nel cuore della notte, Nia si sveglia, dicendo il nome di Nyxly.
- Ascolti USA: telespettatori 560 000[15]

## Tessitrice di sogni
- Titolo originale: Dream Weaver
- Diretto da: Shannon Kohli
- Scritto da: Karen E. Maser e Emilio Ortega Aldrich

### Trama
In un sogno, Nia cerca senza successo di raggiungere la sua defunta madre quando appare Nyxly. Dice di essere intrappolata nel sogno, ma si offre di riportare in vita sua madre per un giorno, in cambio dell'aiuto di Nia per liberarla. (Nyxly promette di tornare nella quinta dimensione dopo essere stata liberata.) Contro i suoi migliori istinti e contro il consiglio di un gufo, alla fine è d'accordo. Andrea continua a sollecitare Kara e William a scovare delle storie di interesse umano sui supereroi di National City. Kelly è incaricata di aiutare un ragazzo alieno, che sta cominciando a sperimentare i suoi superpoteri. Il fratello del ragazzo è in prigione e Kelly e Kara scoprono presto che il suo tanto lodato piano di rilascio del lavoro è stato corrotto per usare lui (e alcuni altri alieni super potenti) per rubare parti di una bomba. William e Kara finalmente identificano il direttore e un noto boss del crimine come i cospiratori, e Supergirl li convince ad arrendersi. Andrea è soddisfatta dell'intervista in diretta di William con Supergirl, che difende il programma di rilascio del lavoro, ora riformato. Kelly, intanto, segnala la badante del ragazzo alieno che lo maltratta continuamente a causa dei suoi poteri indomabili. Con il supporto di Alex e James, Kelly ha intenzione di assumere il ruolo di Guardian.
- Ascolti USA: telespettatori 590 000[16]

## Ancora mi alzo
- Titolo originale: Still I Rise
- Diretto da: Jesse Warn
- Scritto da: Jess Kardos, Nicki Holcomb e Jen Troy

### Trama
Nyxly mette Nia in isolamento per una giornata, dove sua madre la rimprovera per aver rilasciato Nyxly, ma la aiuta a capire e superare la sua paura. Nyxly rimane senza poteri e viene catturata dal bracconiere Mitch, ma lui la rilascia quando lei spiega tutto. In segno di gratitudine, escogita un piano per permettergli di catturare Supergirl. Mitch trova prima un esperto di ingegneria che costruisce una bomba in grado di congelare tutto in un raggio di un miglio, e la costruiscono all'Ormfell Building. Quest'ultimo avrebbe dovuto essere un edificio di appartamenti in cui Orlando sarebbe stato in grado di portare Joey, ma ora diventerà un complesso tecnologico, nonostante l'opposizione di Supergirl. J'onn stabilizza l'edificio e Kara apparentemente distrugge la bomba con la sua visione termica, ma in realtà ricarica i poteri di Nyxly. Dopo che Supergirl e Brainy hanno girato uno spot su una dieta salutare, Supergirl cerca senza successo di usare la sua piattaforma multimediale per preservare l'edificio, ma alla fine ci riesce lasciando che Orlando racconti la sua storia. Mentre gli altri supereroi salvano i cittadini, Nyxly immobilizza Supergirl congelandola e inizia a distruggere l'edificio, quando Supergirl invoca il nome di Mr. Mxyzptlk.
- Ascolti USA: telespettatori 480 000[17]

## MXY in mezzo
- Titolo originale: Mxy in the Middle
- Diretto da: Glen Winter
- Scritto da: Rob Wright, Elle Lipson e Chandler Smidt

### Trama
Mr. Mxyzptlk (Mxy) affronta Nyxly abbastanza a lungo da permettere a Supergirl di liberare se stessa e lui, volando verso la Torre. Lì Mxy spiega sulla melodia di I Will Survive di Gloria Gaynor che Nyxly è stata bandita nella Zona Fantasma dal suo tirannico padre King Brppx. Mxy racconta anche al gruppo la storia del suo antenato Jyrryd che secoli fa creò un manufatto noto come AllStone, che gli avrebbe dato il potere di controllare ogni cosa (energia, materia, magia, vita, morte, ecc.). Ma quando gli altri abitanti della 5ª dimensione lo scoprirono, bandirono Jyrryd e divisero la AllStone in sette pezzi che sparsero per l'universo. Col passare dei secoli questi pezzi divennero totem, simboli di Verità, Destino, Amore, Sogni, Speranza, Umanità e Coraggio. Nyxly vuole ritrovare i totem per ricomporre la AllStone, che le garantirà un potere illimitato. Per farlo ha bisogno di imprigionare Mxy in un cristallo, e Nyxly è già alla sua ricerca dopo aver inviato Mitch per cercarlo. Prima terrorizza la città creando un gatto gigante, che Supergirl e il suo team sconfiggono a malapena e mandano nella Zona Fantasma, ma poi li lega di fronte a un drago infernale che Nyxly una volta usò sull'esercito di un generale Khuundian. Gli abitanti della 5ª Dimensione (ovvero Mr. Mxyzptlk) non possono uccidere, ma il drago può. Mxy li salva arrendendosi a Nyxly, e ora devono in qualche modo fermarla. Essendo stata salvata da Mitch all'ultimo minuto, Nyxly accetta di concedergli un desiderio se può aiutarla a trovare il Totem del Coraggio. Nel frattempo, Lena visita la città natale di sua madre Elizabeth Walsh, guidata da una sua foto e dal nome di due donne: Margaret Bishop e Florence Abbott. Lì apprende che Elizabeth è ricordata come una strega cattiva dalla figlia di Margaret Bishop, Peggy, dal momento che Margaret è morta a causa di Elizabeth. Con l'aiuto di Andrea, Lena trova Florence Abbott che le mostra magicamente che le tre donne formavano una congrega e hanno ucciso il marito violento di Margaret quando non erano in grado di controllare i loro poteri. Florence dice a Lena che anche lei ha abilità magiche.
- Ascolti USA: telespettatori 400 000[18]

## Punti ciechi
- Titolo originale: Blind Spots
- Diretto da: David Ramsey
- Scritto da: J. Holthman e Azie Tesfai

### Trama
24 ore prima degli eventi dell'episodio precedente, Kelly vede la distruzione dell'edificio Ormfell e si precipita lì, aiutando Orlando a tirare fuori Joey dalle macerie. Gli operatori ospedalieri sopraffatti prestano poca attenzione a tutti gli evacuati, anche se ognuno di loro pare emettere una strana luce blu dal loro corpo. Anche la consigliera Rankin (la principale sostenitrice della sostituzione dell'edificio) è rimasta vittima del crollo e costringe un medico a darle un trattamento ancora sperimentale. Si riprende immediatamente e acquisisce anche la capacità di materializzare oggetti solo desiderandolo con la forza del pensiero (con l'effetto collaterale che drena l'energia di altre persone dall'edificio). Anche i suoi amici, preoccupati di trovare Nyxly, prestano poca attenzione a Kelly (tranne John Diggle, inviato da James per aiutarla) finché quest'ultima non identifica le strane abilità di Rankin. Combatte Rankin come "Guardian" e afferra una ciocca dei suoi capelli, permettendo a Brainy di apprendere come fermarla. Brainy migliora anche la tuta di Guardian e dice a Kelly che anche nel 31º secolo ci saranno ancora disuguaglianza e oppressione tra le classi sociali e tra le diverse razze. Mentre Supergirl combatte contro Rankin fino a bloccarla, Guardian usa il dispositivo di Brainy per estrarre l'energia della quinta dimensione da Rankin per restituirla alle vittime in ospedale. Nel frattempo, a Terranova, Lena inizia a studiare magia fino a quando non si precipita ad aiutare i suoi amici, tornando a casa per trovare un libro magico inviatole da Florence.
- Ascolti USA: telespettatori 480 000[19]

## La sfida
- Titolo originale: The Gauntlet
- Diretto da: Tawnia McKiernan
- Scritto da: Dana Horgan, Jay Faerber e Brooke Pohl

### Trama
Alla Fortezza, Kara e Lena apprendono da Vita, una simulazione di un'eccentrica strega kryptoniana, informazioni sui totem della AllStone. I totem devono essere ritrovati in un ordine specifico: il totem del Coraggio è il primo. Quando qualcuno attiva il totem con una parola magica, deve affrontare una prova legata al concetto incarnato dal totem: nel caso del totem del Coraggio, rivisitare un tempo in cui gli mancava il coraggio, guadagnando il suo potere quando riesce in questa prova. Nyxly rintraccia il totem fino a National City e usa il piano di Mitch per rubarlo, ma prima di scappare, Supergirl è in grado di distruggerlo con la sua vista calorifica, lasciando lei e Nyxly con metà ciascuna. Nello scontro, parte del potere del totem viene trasmesso alle persone presenti sulla scena tramite dei fulmini. Questo evento rafforza il coraggio di tutti coloro che sono sulla scena. Kara rivisita la sua prima apparizione come Supergirl, ma fallisce quando cambia ciò che è successo per prendere parte ad atti più eroici. Nyxly rivisita il suo tradimento da parte di suo fratello, prima fallendo due volte uccidendo suo padre e poi suo fratello, ma alla fine riesce esprimendo la sua rabbia contro suo fratello. La metà di Kara cerca di ricongiungersi all'altra, e Lena tenta di fermarla per un po', ma Kara la fa rilasciare in modo da fermare la catastrofica tempesta di fulmini con la sua squadra ripristinata alle loro normali personalità. Il piano funziona, ma Nyxly ora ha il totem e continuerà a cercare tutti gli altri. Vita suggerisce a Lena che una strega della Terra precedentemente sconosciuta potrebbe essere in grado di aiutarla a scoprire le sue abilità da strega.
- Ascolti USA: telespettatori 400 000[20]

## Pensiero magico
- Titolo originale: Magical Thinking
- Diretto da: Simon Burnett
- Scritto da: Karen E. Maser e Derek Simon

### Trama
William chiede di rimanere in contatto con i super eroi di National City, accettando di mantenere segreti alcuni dettagli nei suoi articoli. Nyxly trova e prende il Totem dell'Umanità e lo attiva, portando tutti nel raggio d'azione a unirsi ad una rissa causata dalla folla. Lena non riesce a usare l'incantesimo di sua madre, ma William la aiuta con un'analogia culinaria. L'incantesimo funziona, ma con degli effetti collaterali. Supergirl la convince a usare di nuovo l'incantesimo allo stesso modo, sapendo, attraverso il suo legame psichico, che Nyxly è sopraffatta da sentimenti di compassione a causa del totem. Nyxly abbandona il totem, ponendo fine alla violenza nella folla, e Supergirl lo recupera, ma Nyxly parte dietro agli altri. Nel frattempo, Kelly controlla i nuovi genitori adottivi di Esme, la ragazza dell'ex casa famiglia di Joey. Sembrano simpatici, ma quando vengono intrappolati dalla folla scoprono che Esme ha il potere di sputare fuoco. Così, per proteggersi dalla folla, mettono Esme fuori dalla loro abitazione, prima che Guardian e Sentinal la salvano. Kelly e Alex decidono di diventare i genitori adottivi di Esme.
- Ascolti USA: telespettatori 420 000[21]

## Speranza per il domani
- Titolo originale: Hope for Tomorrow
- Diretto da: Tawnia McKiernan
- Scritto da: Robert Rovner, Emilio Orteg Aldrich e Nicki Holcomb

### Trama
La nuova vita di Esme con Kelly e Alex è presto complicata dalla sua capacità di acquisire superpoteri da chiunque si trovi nelle vicinanze. Le lasciano sperimentare i poteri dei loro amici, ma esagerano al punto in cui lei dice che dovrebbe tornare dalla sua vecchia famiglia. Con l'aiuto di un Cercatore di Verità, rassicurano Esme che non l'abbandoneranno mai. Nyxly e Supergirl identificano il Totem della Speranza e scoprono che per usarlo devono "diffondere una speranza più luminosa del sole". Pensando che questo sia un lavoro per Supergirl, Nyxly ha intenzione di estorcere entrambi i Totem della Speranza e dell'Umanità prendendo in ostaggio William. L'attivazione del totem da parte di Nyxly porta ad una disputa tra Kaznia e Corto Maltese, portando alla guerra nucleare tra i due territori. Supergirl disarma entrambe le nazioni, superando la sua prova del Totem, e riesce a salvare William, riottenendo tutte e tre le pietre. Supergirl manda il Totem della Speranza nel sole, in modo che Nyxly non possa mai unire tutti e sette i totem. Nyxly riceve un regalo da un "ammiratore segreto" che contiene quello che sembra essere la famosa armatura di Lex Luthor.
- Ascolti USA: telespettatori 380 000[22]

## Incubo a National City
- Titolo originale: Nightmare in National City
- Diretto da: Eric Dean Seaton
- Scritto da: Rob Wright e Jess Kardos

### Trama
Nyxly scopre che la sua speciale tuta Lexo ha un'intelligenza artificiale. Seguendo il suo consiglio, Nyxly si dirige in un laboratorio per cercare il portale che la porti al Regno dei Sogni per trovare il Totem dei Sogni. Come conseguenza delle sue azioni, un mostro viene rilasciato a National City costringendo i Super amici ad accerchiarlo e bloccarlo in un campo di forza. Andrea vuole che Kara interroghi i leader della Kaznia e di Corto Maltese dopo aver notato che è rimasta indietro nel suo lavoro. Nia segue la sua visione dei sogni in un'università e nell'ufficio del Dr. Revée, dove scopre che è un alias della sorella Maeve Nal. Le due sorelle lavorano insieme per entrare nel Regno dei Sogni, con Nyxly non lontana da loro. Quando Maeve cerca di afferrare il Totem dei Sogni, l'Oracolo del Totem la ritiene indegna di prenderlo causando una discussione tra Nia e Maeve. Nonostante gli sforzi di Nia, Nyxly usa il guanto della tuta Lexo per superare le barriere e fuggire con il Totem. Quando viene chiamata la Guardia Nazionale per l'intervista, i Super Amici riescono a rispedire il mostro nel Regno dei Sogni a costo di Kara che è in ritardo per l'intervista. Mentre Andrea dice che Kara è stata fortunata a far spostare l'intervista, Kara afferma che Andrea aveva ragione e dopo aver consegnato il lavoro a William, si dimette. Sebbene Nia consideri imperdonabile l'atto di Maeve, le dà una seconda possibilità come sorella. Su suggerimento della tuta, Nyxly mette il Totem dei Sogni nel guanto di sfida. Quando lo fa, l'energia all'interno prende la forma di Lex, pronto ad aiutare. L'intelligenza artificiale all'interno della tuta di Nyxly non è stata programmata da Lex: è Lex in persona.
- Ascolti USA: telespettatori 420 000[23]

## Credo in una cosa chiamata amore
- Titolo originale: I Believe in a Thing Called Love
- Diretto da: Jesse Warn
- Scritto da: Dana Horgan e Nicki Holocomb

### Trama
Lex rivela a Nyxly che viene da 31º secolo, dove i due sono innamorati, così vuole stringere un’alleanza tra i due. Alla ricerca del Totem dell’amore, i Superamici attirano Nyxly usando un falso Totem dell'Amore, ma Lex la salva. Nyxly lo respinge, catturando Mitch e usandolo in un piano per attirarla. J'onn sblocca il Totem del Coraggio (per utilizzarlo come scudo contro Nyxly) che lo costringe a rivivere il suo passato in cui non è riuscito a proteggere le sue figlie. Nyxly trova il Totem dell'Amore, ma questo scompare durante uno scontro con i Superamici, così chiede l'aiuto di Lex. Il Totem dell'Amore riappare quando Kelly sta per fare la proposta di matrimonio ad Alex, ma sembra che venga distrutto in un'altra lotta contro Lex e Nyxly. Con l'aiuto di Lena e della sua magia come protezione, Kara usa il Totem dell'Umanità contro Nyxly, ma Lex la salva e i due si ritirano. Successivamente, i Superamici celebrano il fidanzamento di Alex e Kelly e Brainy prende la decisione di contattare la Legione dei Supereroi nel 31º secolo per aiutare a fermare Lex. Nel frattempo, Andrea ha intenzione di esporre la collaborazione di Lex, ma viene ignorata da William, che incontra segretamente Otis Graves. Così, Andrea, sotto le vesti di Acrata, ruba il diario di Lex per smascherarlo. Lex dà a Nyxly il Totem della speranza, dopo averle spiegato che sono indistruttibili, dal momento che si rigenerano in qualcosa di nuovo: proprio per questo motivo, Lex è ancora ignaro del fatto che il Totem dell'Amore si sia trasferito in Esme.
- Ascolti USA: telespettatori 450 000[24]

## Il gioco della verità
- Titolo originale: Truth or Consequences
- Diretto da: David McWhirter
- Scritto da: Karen E. Maser, Emilio Ortega Aldrich ed Elle Lipson

### Trama
I Superamici localizzano la nave di Mitch nello spazio tra la Luna e la Terra. J'onn e Supergirl sconfiggono Nyxly e Lex, che attivano l'autodistruzione della nave e fuggono attraverso un portale (salvando Mitch). Supergirl recupera il Totem della Speranza rigenerato, mente Nyxly recupera il Totem della Verità. Tutto sembra a posto e Kelly e Alex organizzano il loro addio al nubilato, affidando Esme a William nella Torre. Lì Brainy rivela il suo messaggio del 31º secolo, ovvero che potrà salvare il popolo alieno dei Coluan solo tornando lì e porre fine alla sua esistenza nel presente. Nyxly individua il Totem dell'Amore su Esme, così Lex disarma le difese della Torre, rapisce Esme, ma, prima di andarsene, spara a William.
- Ascolti USA: telespettatori 400 000[25]

## L'ultima sfida
- Titolo originale: The Last Gauntlet
- Diretto da: Glen Winter
- Scritto da: J. Holtham, Derek Simon e Jay Faerber

### Trama
Lex propone di scambiare Esme con gli altri Totem. Il tatuaggio del Totem dell'Amore su Esme inizia a perdere i suoi petali, ma Nyxly si rifiuta di fare del male a Esme nonostante l'avvertimento di Lex che è l’unico modo per ottenere tutti i Totem. Lillian tenta di separare Lex e Nyxly. Lena sorprende Acrata nella Torre, e le ricorda che, nonostante i suoi sbagli, può cambiare in meglio. Kara trova l’ultimo Totem, quello del destino, a Praga, ma Alex lo prende insieme gli altri totem per patteggiare con Lex e Nyxly. Lex estrae il Totem dell'Amore, ma questo fa arrabbiare Nyxly, che prende il totem e restituisce Esme ad Alex. Brainy e J'onn dirottano un satellite per riorientare l'energia del Sole in Kara per renderla invincibile, ma si fermano quando l'umanità viene danneggiata dalla perdita della luce solare. Tutti i totem si riuniscono ricomponendo la AllStone. Segue una violenta battaglia per il possesso del manufatto, ma Esme, nel conflitto, rompe la AllStone e Nyxly, Lex e i Superamici combattono per impadronirsi dei suoi frammenti. Nyxly ferisce mortalmente Lillian; Nyxly e Lex continuano a combattere, depotenziando gli umani.
- Ascolti USA: telespettatori 590 000[26]

## Kara
- Diretto da: Jesse Warn
- Scritto da: Robert Rovner, Jessica Queller, Rob Wright e Derek Simon

### Trama
Lillian, prima di morire, dice a Lena di aver sempre saputo del suo potere, ma di aver cercato di sopprimerlo sin dalla sua infanzia. Kara tiene un discorso agli abitanti di tutto il mondo, inspirando in loro umanità e speranza, indebolendo Lex e Nyxly. I Superamici, insieme ad Acrata, Orlando, Mitch, Eliza Danvers, Mon-El, Winn Schott e Jimmy Olsen, combattono Lex, Nyxly, Overgirl e altri nemici. Lex apre un portale per la Zona Fantasma, ma poiché i fantasmi si nutrono di paura, attaccano Lex e Nyxly, trascinandoli nel portale, dal momento che la più grande paura è l’arroganza. Giorni dopo, i Superamici partecipano al funerale di William e riformano il DEO. Mon-El dice a Kara che non sarà più in grado di tornare nel passato per vederla, ponendo ufficialmente fine a qualsiasi possibilità che possano tornare insieme. Tre settimane dopo, Cat Grant riacquista la CatCo e offre a Kara un lavoro come caporedattrice. Alex e Kelly si sposano e Brainy decide di rimanere nel presente con Nia; tuttavia così facendo, e rifiutandosi di fondersi con il Brainy del futuro, provoca l'apparente genocidio della razza aliena Coluan. Winn afferma che J'onn e M'gann avranno un figlio in futuro. Cat e Lena convincono Kara ad accettare il lavoro e a combinare la sua doppia vita rivelando la sua identità di Supergirl a tutto il mondo.
- Ascolti USA: telespettatori 490 000[26]